# Fritz Liphardt
Fritz Wilhelm Robert Karl August Liphardt (* 3. Mai 1905 in Stettin; † 18. Mai 1947 ebenda) war ein deutscher Jurist im Rang eines Oberregierungsrates, Gestapobeamter, SS-Führer und Leiter des  Einsatzkommandos 2 der Einsatzgruppe III in Polen.

## Leben
Liphardt, Sohn des Juristen Robert Liphardt, studierte nach dem Schulbesuch Rechtswissenschaften und schloss sein Studium mit Promotion zum Dr. jur ab.
Noch während seiner Referendarszeit trat er zum 1. Mai 1933 der NSDAP (Mitgliedsnummer 2.653.601) und der SA bei. Von der SA wechselte er 1936 zur SS (SS-Nr. 280.121). In der SS wurde Liphardt im November 1942 zum SS-Obersturmbannführer befördert.
Liphardt trat im August 1935 in den Dienst der Staatspolizeileitstelle Stettin ein und wurde dort 1936 stellvertretender Leiter. Von Februar 1938 bis Juni 1938 war er stellvertretender Leiter der Gestapo in Aachen und wechselte von dort nach Frankfurt an der Oder, wo er die dortige Dienststelle der Gestapo leitete.
Im Zweiten Weltkrieg war Liphardt Führer des Einsatzkommandos 2 der Einsatzgruppe III, die polnische Intellektuelle und Juden ermordete.
Von November 1939 bis Oktober 1943 war Liphardt Kommandeur der Sicherheitspolizei und des SD (KdS) im Distrikt Radom des Generalgouvernements. Abgelöst wurde er durch den damaligen Chef der Gestapo von Dortmund, SS-Hauptsturmführer Joachim Illmer. Von November 1943 bis zum Frühjahr 1945 leite Liphardt die Gestapo in Stettin. 1940 leitete Liphardt eine Verhaftungsaktion in Skarżysko-Kamienna ein und ordnete Verhaftungen polnischer Staatsbürger an, die zu brutaler Folter und zwei Massenexekutionen von fast 1200 Menschen führten. Viele der hingerichteten Menschen waren junge Frauen und Jugendliche. Dies war eines der ersten organisierten Massenmorde an der polnischen Zivilbevölkerung im Zweiten Weltkrieg.
Nach Kriegsende befand sich Liphardt in alliiertem Gewahrsam. Liphardt verübte in der Haft in Stettin am 18. Mai 1947 Suizid.